# مارتین اشتپانک (بازیگر)
مارتین اشتپانک (چکی: Martin Štěpánek; ۱۱ ژانویهٔ ۱۹۴۷ – ۱۶ سپتامبر ۲۰۱۰) بازیگر، روزنامه نگار و سیاست‌مدار اهل کشور جمهوری چک بود.